# Satanoperca jurupari
Satanoperca jurupari (o acará-trovão, acará-papa-terra ou jurupari) é uma espécie de peixe sul-americano de água doce.